# Mantelolão
Mantelolão (Mantelolao, Mantelolau) ist ein Suco im Verwaltungsamt Metinaro (Gemeinde Dili) in Osttimor. Den Namen erhielt der Suco von einer seiner Aldeias, die seit 2017 Sahan heißt.

## Geographie

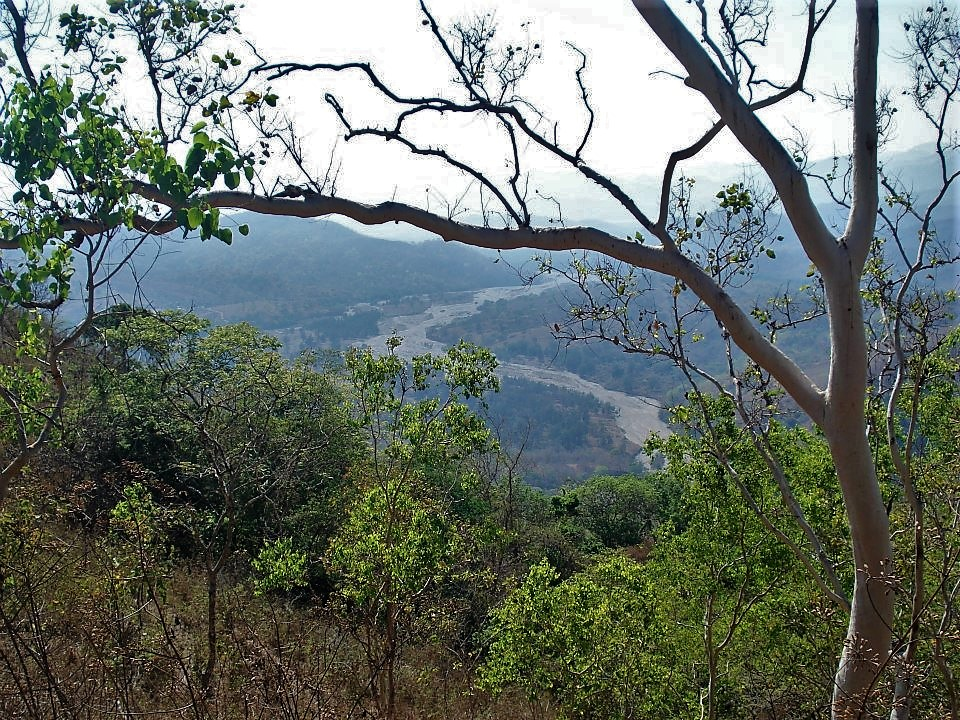
In Lebutun

Der Suco Mantelolão liegt im Osten des Verwaltungsamts Metinaro, östlich der Landeshauptstadt Dili. Westlich liegt der Suco Sabuli und nördlich der Suco Wenunuc, sie gehören beide ebenfalls zum Verwaltungsamt Metinaro. Im Südwesten grenzt Mantelolão an die Gemeinde Aileu mit ihrem Suco Liurai (Verwaltungsamt Remexio). Im Südosten und Osten befindet sich die Gemeinde Manatuto mit den Sucos Hohorai, Uma Naruc und Lacumesac (Verwaltungsamt Laclo).
Mantelolão wurde erst 2017 als eigenständiger Suco geschaffen. Kleine Gebiete im Westen waren früher Teil Sabulis, doch gut zwei Drittel der Fläche gehörten ursprünglich zum Suco Duyung, dem heutigen Wenunuc. Das letzte Drittel im Südosten reicht bis zum Nordufer des Lihobani und gehörte bis 2015 zu den Sucos Hohorai und Lacumesac. Der hier entspringende Beruhunatan mündet in den Lihobani, der wiederum Teil des Systems des Nördlichen Laclós ist. Im Norden fließt in der Regenzeit der Aiscahe und seine Nebenflüsse, wie zum Beispiel der  Dejo.
Mantelolão teilt sich in die sechs Aldeias Besahe, Birahu Matan, Has Laran, Lebutun (Lebotun), Manularan und Sahan (ehemals Mantelolão).
Im Ort Besahe befinden sich die Grundschule Besahe sowie eine medizinische Station und der Sitz des Sucos Mantelolão.

## Einwohner

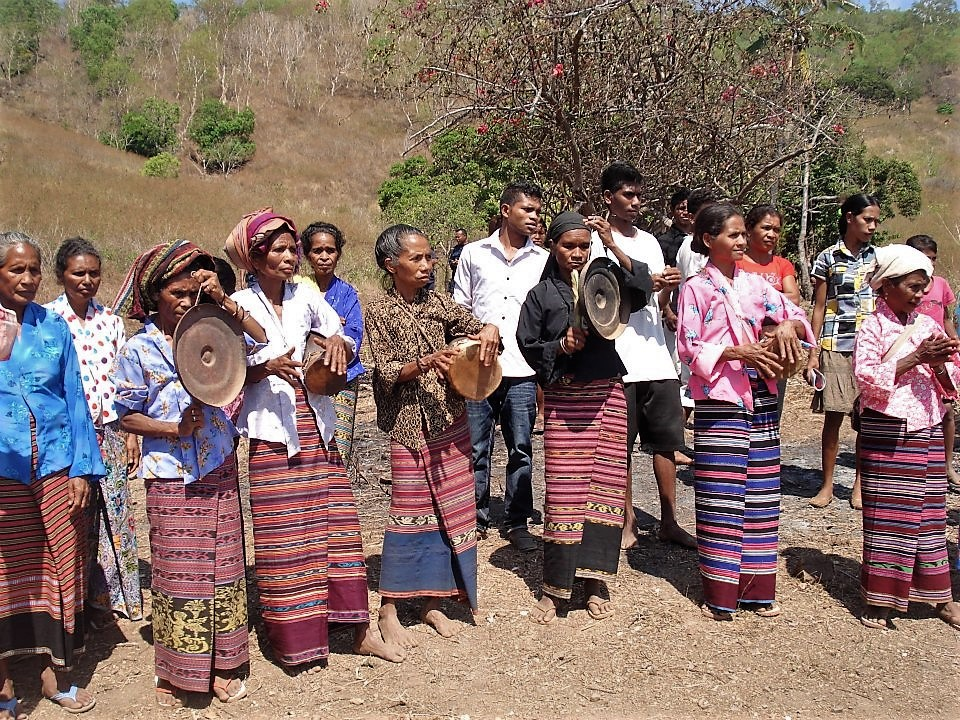
In Lebutun

In Mantelolão leben 842 Menschen (2022), davon sind 435 Männer und 407 Frauen. Die gesamte Bevölkerung des Sucos wohnt in einer als ländlich klassifizierten Umgebung. Im Suco gibt es 131 Haushalte. Fast 43 % der Einwohner von Wenunuc und Mantelolão gaben 2010 Mambai als ihre Muttersprache an. 30 % sprachen Tetum Prasa, fast 18 % Galoli, fast 7 % Nanaek, Minderheiten Makasae, Idaté oder Tetum Terik.

## Politik
Die Nachwahlen für die neue Administration fanden im Mai 2017 statt. Chefe de Suco wurde Sergio Asis Belo Dias (andere Quelle: Sergio Assis Lopes S. Dias).